# Parodius: The Octopus Saves the Earth
Parodius: The Octopus Saves the Earth (Japans: パロディウス ～タコは地球を救う～) is een computerspel dat werd ontwikkeld en uitgegeven door Konami. Het spel kwam in 1988 uit voor de MSX. Later kwam het spel ook uit voor de Virtual Console. In 2014 werd een remake van het spel uitgegeven voor de Windows. Het spel is een zijwaarts scrollende shoot 'em up dat met het toetsenbord wordt bestuurd. Het spel is een parodie op Gradius. Het spel speelt hetzelfde maar bevat domme personages uit andere Konami computerspellen en de Japanse popcultuur, zoals Takosuke de octopus en de pinguïn uit Antarctic Adventure. Het perspectief van het spel wordt weergegeven in de derde persoon. Er zijn in totaal zes levels met verschillende obstakels en tegenstanders. Het spel kent net als Gradius diverse power-ups.

## Platforms
| Jaar | Platform                |
| ---- | ----------------------- |
| 1988 | MSX                     |
| 2006 | Mobile Phones (i-mode)  |
| 2007 | S Appli!                |
| 2010 | Virtual Console (Wii)   |
| 2013 | Virtual Comsole (Wii U) |
| 2014 | Windows PC              |

Het spel kwam ook uit als compilatiespel in:
- Konami Antiques MSX Collection vol. 3 (1998) voor de PlayStation
- Konami Antiques MSX Collection Ultra Pack voor de Sega Saturn
- Parodius Portable voor de PlayStation Portable met verbeterde grafische weergeven.

## Ontvangst
In 1992 werd het spel door Electronic Gaming Monthly verkozen tot Best Game that Never Came out in the U.S. (Beste spel dat nooit is uitgebracht in de VS).